# Щепичи (Клецкий район)
Щепичи (бел. Шчэ́пічы) — агрогородок в Клецком районе Минской области Белоруссии. В составе Щепичского сельсовета. До 2007 года центр Щепичского сельсовета.

## География
Расположен в 5 км на запад от Клецка, 7 км от железнодорожной станции Клецк, в 180 км от Минска.
В агрогородке расположен железнодорожный остановочный пункт Щепичи, на линии Осиповичи I — Русино, между железнодорожной станцией Клецк и железнодорожным остановочным пунктом Жеребковичи.
Рядом пролегает автомобильная дорога Р-103.
Ближайшие населённые пункты Гусаки, Лукавцы, Новодворки, Яжевичи и др.

## История
Известен до 1525 года как «двор» боярина Федора Петровича Щепы возле села Лукавцы, его владения, по дороге в Клецк.
В 1908 году в Клецкой волости Слуцкого уезда Минской губернии.
До 2007 года центр Щепичского сельсовета.
В 2007 году административно-территориальный центр Щепичского сельского Совета депутатов перенесён из деревни Щепичи в деревню Домоткановичи.
В 2009 году деревня Щепичи преобразована в агрогородок.

## Население

### Численность
- 2009 год — 703 жителей

### Динамика
- 1908 год — 235 жителей, 40 дворов (деревня); 33 жителей, 1 двор (имение)[3]
- 1999 год — 760 жителей (перепись населения)
- 2003 год — 777 жителей, 282 дворов
- 2009 год — 703 жителей (перепись населения)[3]

## Инфраструктура
Средняя школа, отделение связи, клуб, библиотека.

## Экономика
- УП «Щепичи-Агро»

## Культура
- Музей

## Достопримечательность
- Братская могила советских воинов и партизан[5].
- Аллея Славы в память о Героях Великой Отечественной войны, в сквере около административного здания УП «Щепичи-Агро» (2023).

## Галерея

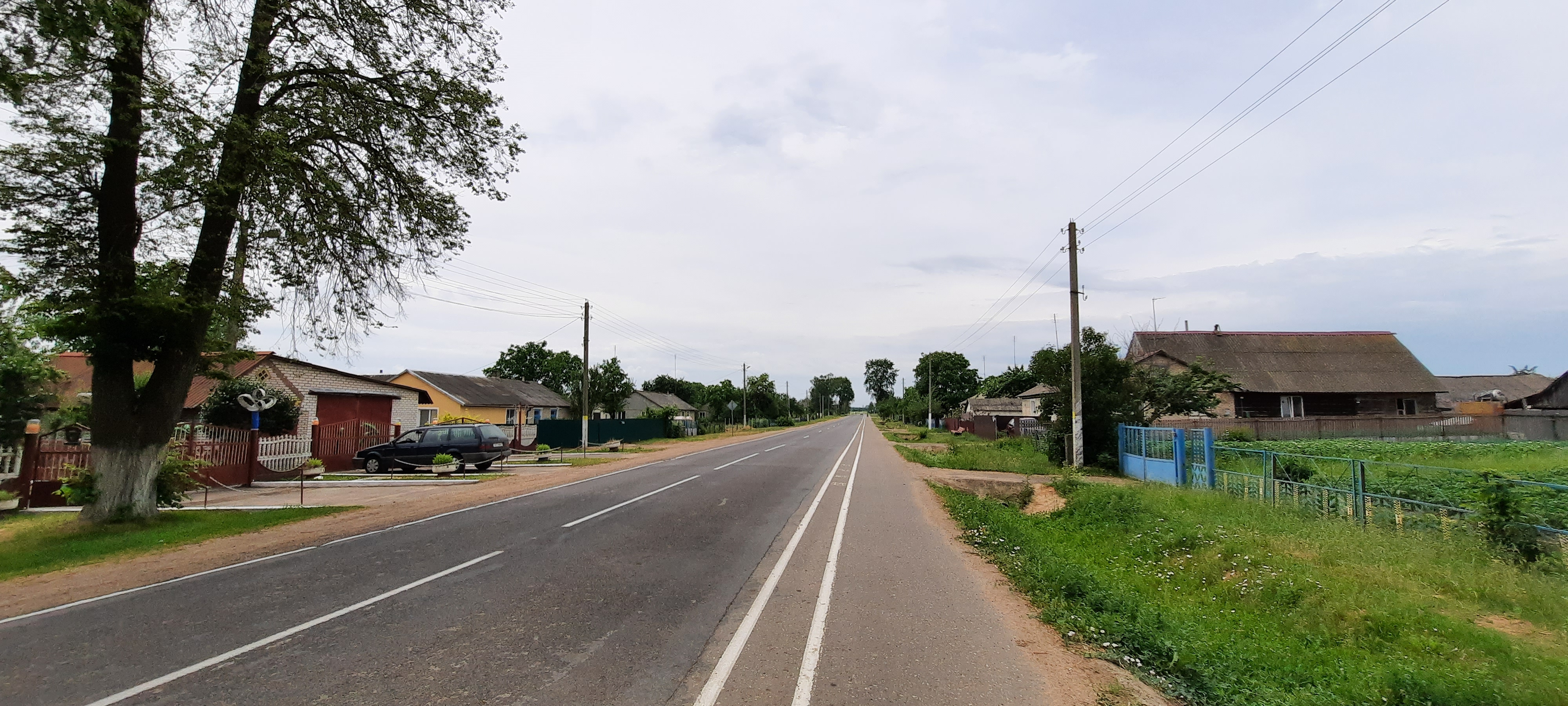
Панорама
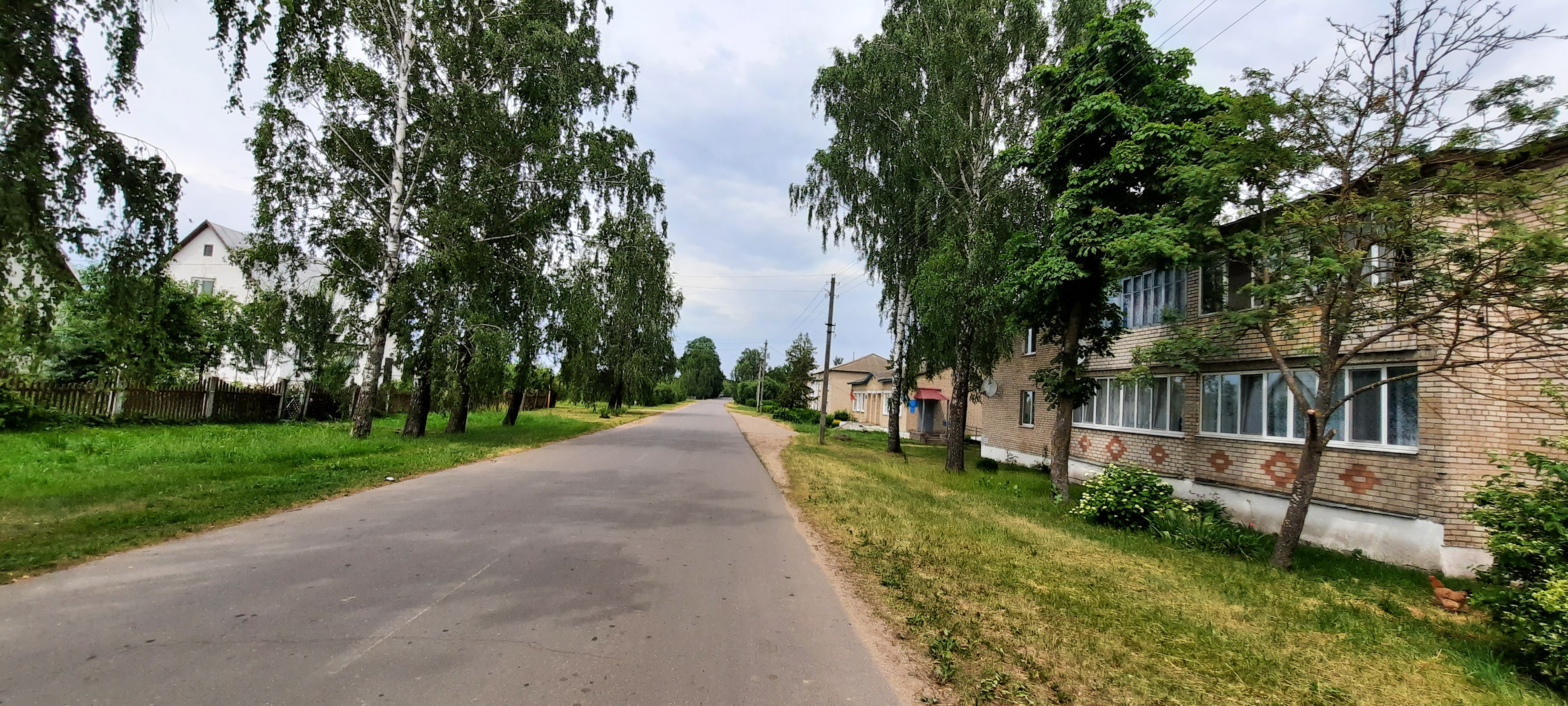
Панорама
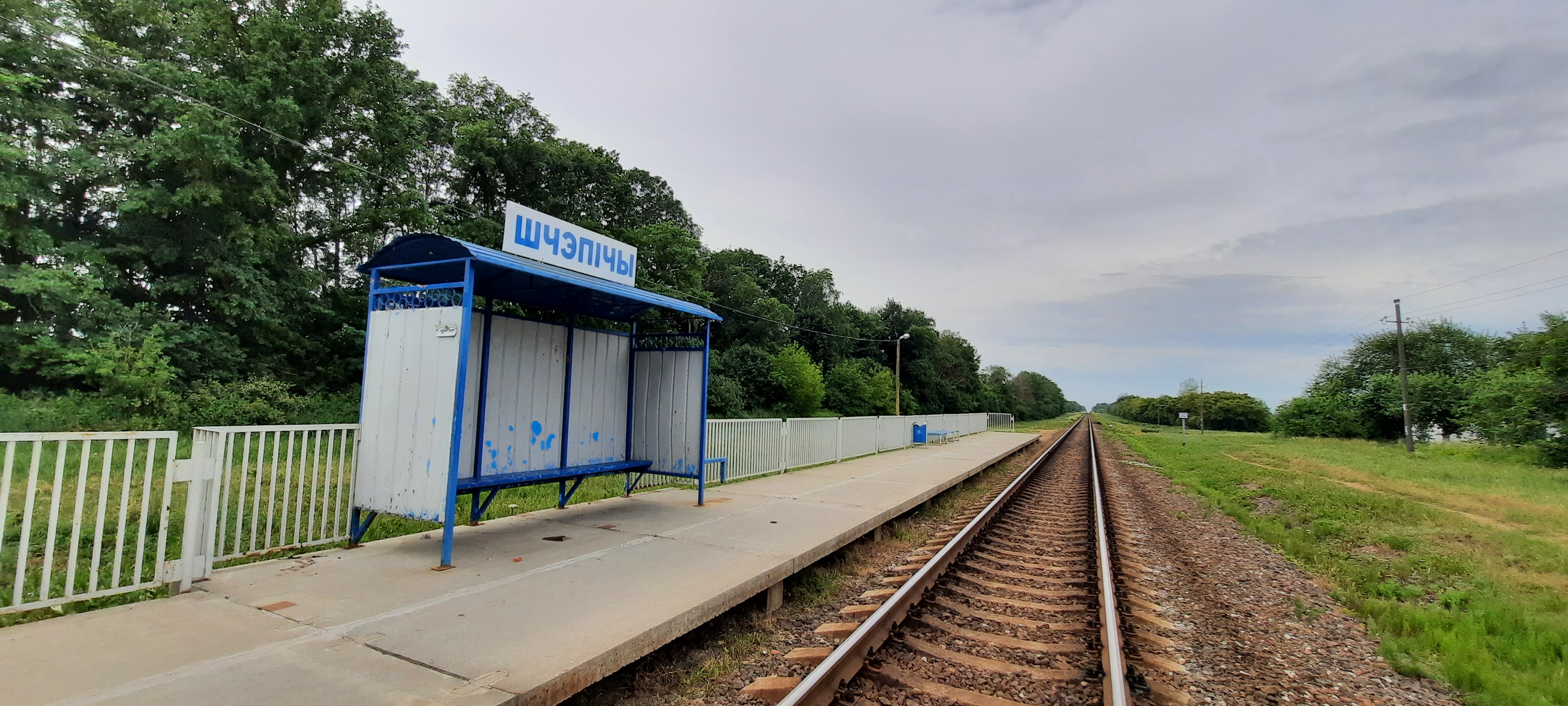
Ж/д остановочный пункт Щепичи
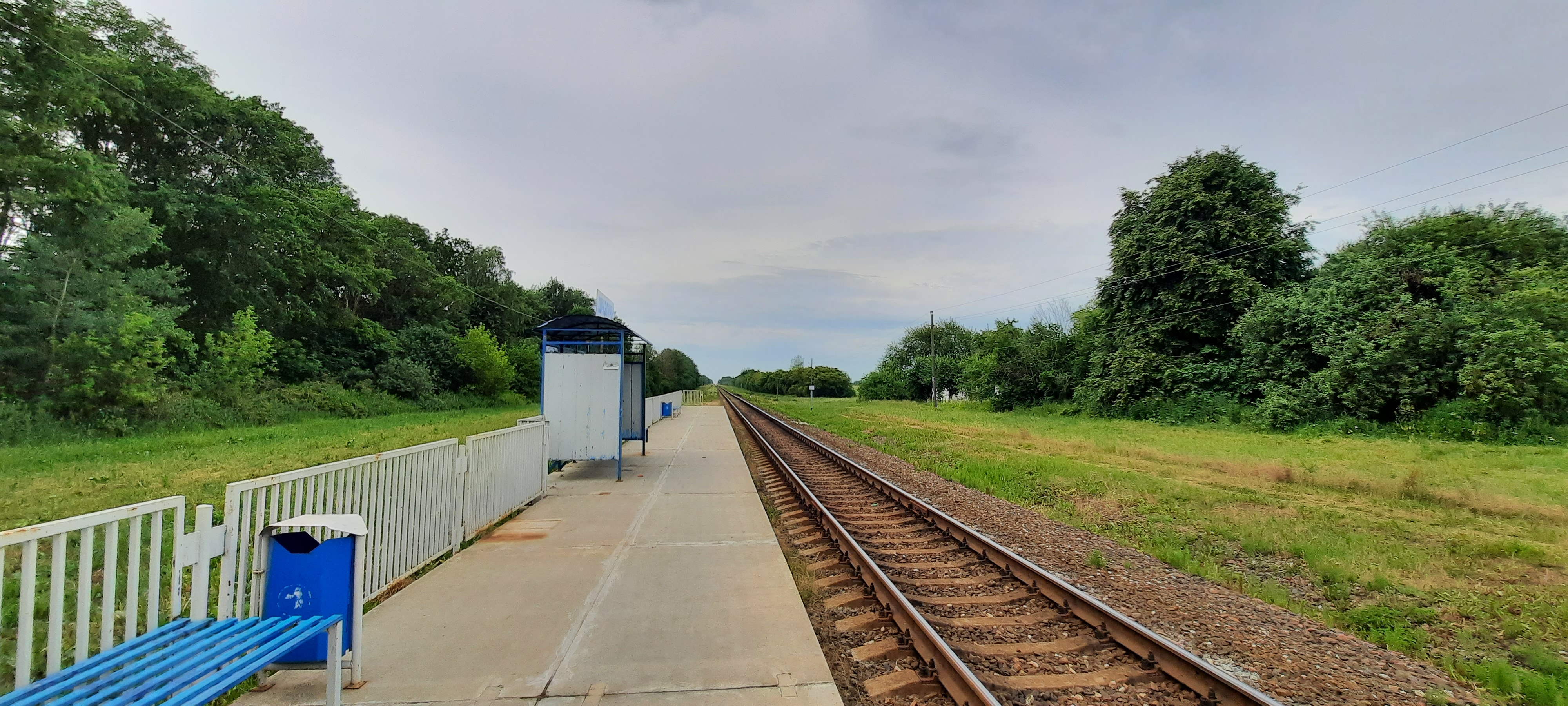
Ж/д остановочный пункт Щепичи

## Известные лица
- Ратомский, Владимир Александрович (род. 1962) — белорусский архитектор.